# Баллинакилл (Лиишь)

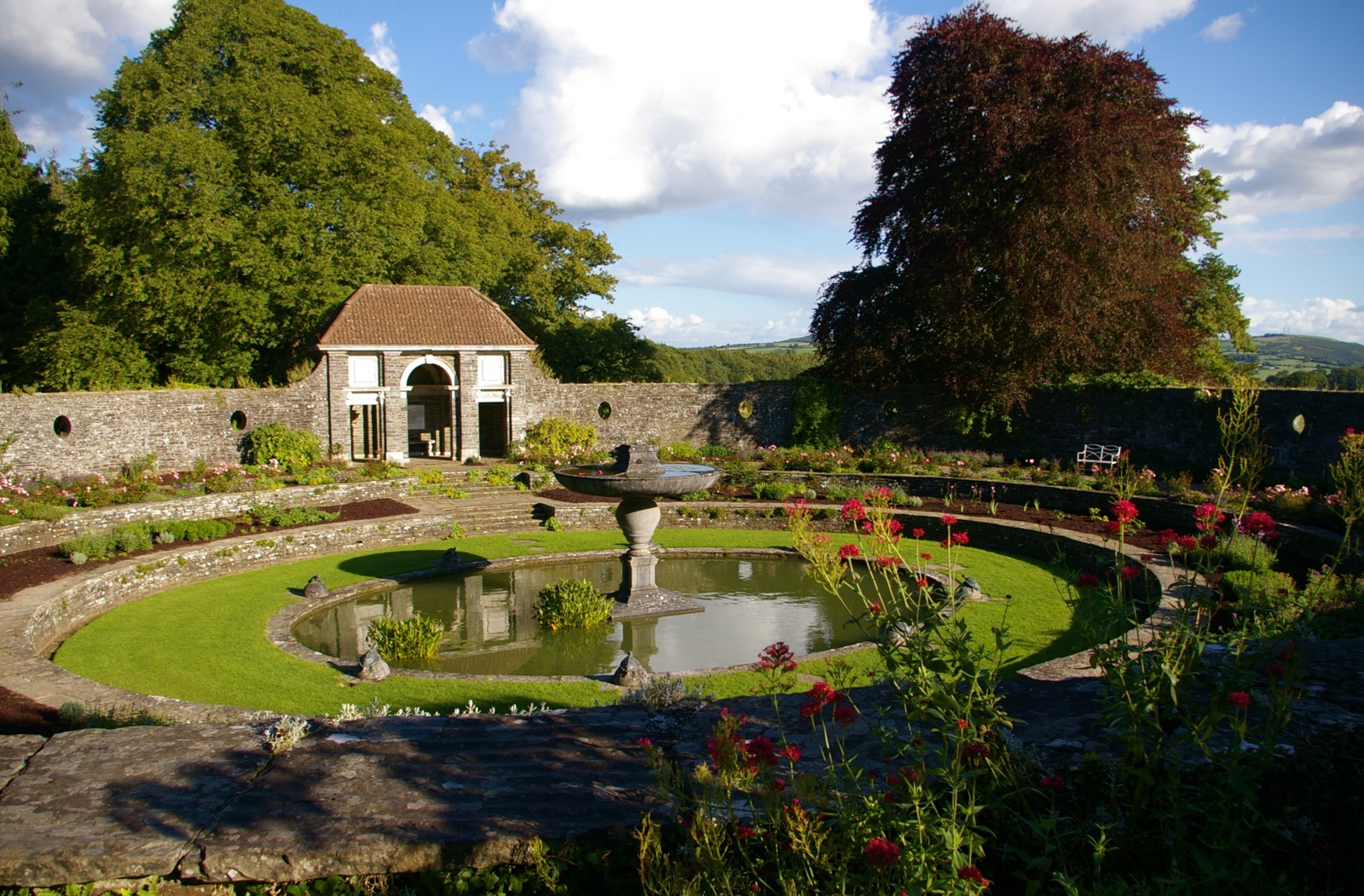
Сады Хейвуд

Баллинакилл (англ. Ballinakill; ирл. Baile na Coille, «лесной город») — деревня в Ирландии, находится в графстве Лиишь (провинция Ленстер).

## Демография
Население — 430 человек (по переписи 2006 года). В 2002 году население составляло 328 человек.
Данные переписи 2006 года:
| Общие демографические показатели |               |                               |                               |      |      |
| Всё население                    | Всё население | Изменения населения 2002—2006 | Изменения населения 2002—2006 | 2006 | 2006 |
| 2002                             | 2006          | чел.                          | %                             | муж. | жен. |
| 328                              | 430           | 102                           | 31,1                          | 218  | 212  |